# 孟州市
孟州市在中国河南省西北部、黄河北岸，是焦作市下辖的一个县级市，总人口約34万人。市人民政府駐大定路293号。
孟州市，是“唐宋八大家”之首韩愈的故里，总面积541.6平方公里，先后荣获“国家卫生城市”“国家园林城市”“中国工业百强县（市）”“中国创新百强县（市）”“全国绿色发展百强县（市）”。

## 历史
- 古称孟涂国，秦置河雍县，汉晋时为河阳郡，唐武宗会昌三年（公元843年）升河阳为孟州，明洪武十年（公元1377年）撤州为孟县。
- 1996年5月撤县设孟州市。

## 人口
根据第七次人口普查数据，截至2020年11月1日零时，孟州市常住人口为334213人。

## 行政区划
孟州市下辖4个街道办事处、6个镇、1个乡：
大定街道、会昌街道、河雍街道、河阳街道、化工镇、南庄镇、城伯镇、谷旦镇、赵和镇、西虢镇和槐树乡。

## 交通
- 京广铁路、陇海铁路、焦柳铁路。
- 距郑州新郑国际机场130公里，洛阳北郊机场30公里。
- 连霍高速公路、太澳高速公路和孟沁高速公路（拟建）、孟武高速公路。
- 207国道、洛常公路、新孟公路，另有120公里地方二级路。